# Bohr (priimek)
Bohr  je priimek več znanih oseb:
- Aage Niels Bohr (1922—2009), danski fizik
- Niels Henrik David Bohr (1885—1962), danski fizik
- Christian Bohr (1855—1911), danski fiziolog
- Harald Bohr (1887—1951), danski matematik in nogometaš